# Marichelle de Jong
Marichelle de Jong (* 31. Januar 1978 in Gouda) ist eine niederländische Boxerin. Sie gewann bei der Weltmeisterschaft 2010 in Bridgeport/Barbados eine Medaille im Weltergewicht.

## Werdegang
Marichelle de Jong, von Beruf Grafikerin, die in Waddinxveen wohnt, begann im Alter von 12 Jahren mit dem koreanischen Verteidigungssport Tang Soo Do. In dieser Sportart bestritt sie auch Wettkämpfe und beteiligte sich an Workshops. Im Jahre 2002 begann sie, schon 24-jährig mit dem Boxen bei der Gouda Boxvereinigung. Im Jahre 2003 bestritt sie in Groningen ihren ersten Wettkampf. 2005 wurde sie mit einem Punktsieg über Emina Hodzic erstmals niederländische Meisterin im Weltergewicht, danach folgten vier weitere niederländische Meistertitel.
Sie gehört zwischenzeitlich einem Boxclub in Benthuizen an und trainiert meist im Sportstudio Van 't Hof in Rotterdam, im Sportstudio Rowe Gravesteijn und im Wellness Center Terbregge. Ihre internationale Karriere begann bei der Europameisterschaft 2005 in Tønsberg/Norwegen. Sie gewann dort in der Gewichtsklasse bis 66 kg Körpergewicht ihren ersten Kampf über Teres Szabo aus Ungarn nach Punkten (29:7), unterlag aber im Viertelfinale gegen Oleksandra Koslan aus der Ukraine nach Punkten (11:32) und belegte damit den 5. Platz. Sie startete auch bei der Weltmeisterschaft 2005 in Podolsk. Dort siegte sie über Pauliina Virta aus Finnland durch Abbruch i.d. 1. Runde, traf aber im Viertelfinale erneut auf Oleksandra Koslan, der sie wiederum nach Punkten unterlag, wobei aber die Niederlage mit 13:17 Punkten wesentlich knapper ausfiel, wie bei der Europameisterschaft.
2006 nahm sie in Warschau wieder an der Europameisterschaft in der Gewichtsklasse bis 66 kg Körpergewicht teil. Sie traf dort in ihrem ersten Kampf auf Aya Cissoko aus Frankreich und unterlag dieser nach Punkten (23:37), womit sie den 9. Platz belegte. Bei der Weltmeisterschaft dieses Jahres in New Delhi traf sie in ihrem ersten Kampf auf die russische Meisterin und Mitfavoritin Irina Potejewa, die sie überraschenderweise nach Punkten besiegte (25:22). Im Viertelfinale traf sie wieder auf Aya Cissoko und unterlag dieser wiederum, dabei fiel aber ihre Niederlage mit 14:19 Punkten sehr ehrenvoll aus, zumal Aya Cissoko im weiteren Verlauf des Wettkampfes schließlich Weltmeisterin wurde.
Im Jahre 2007 gelang Marichelle de Jong beim Witch-Cup in Budapest in der Gewichtsklasse bis 66 kg Körpergewicht im Finale ein Punktsieg über die amtierende Weltmeisterin dieser Klasse Mary Spencer aus Kanada, der mit 18:10 Punkten sogar ziemlich deutlich ausfiel. Im Oktober 2007 erkämpfte sie sich dann bei der Europameisterschaft in Vejle/Dänemark ihre erste Medaille bei einer internationalen Meisterschaft. Sie siegte dort über Oleksandra Koslan, Ukraine (9:2) und Ronja Holgersson aus Schweden (16:5) und unterlag im Halbfinale gegen Irina Potejewa knapp mit 2:3 Punkten und erreichte deshalb den 3. Platz.
Auch im Jahre 2008 gelang Marichelle de Jong beim Witch-Cup ein herausragender Sieg. Sie schlug dort Amanda Coulson aus England, eine vielfache Medaillengewinnerin bei Welt- und Europameisterschaften nach Punkten (16:10). Bei der Weltmeisterschaft 2008 in Ningbo/China unterlag sie aber wiederum gegen Irina Potejewa nach Punkten (8:10) und landete deshalb mit allen Verliererinnen des Achtelfinales auf dem 9. Platz. 2009 nahm sie an keinen internationalen Meisterschaften teil. 2010 gewann sie bei der Meisterschaft der Europäischen Union in Keszthely/Ungarn im Weltergewicht nach einer Niederlage im Halbfinale gegen Savannah Marshall aus England (2:4) eine Bronzemedaille. Die gleiche Medaille gewann sie dann auch bei der Weltmeisterschaft in Bridgeport/Barbados. Sie siegte dort über Nelly Oluch, Kenia (5:0) und Nurcan Goksel aus der Türkei (9:7) nach Punkten und unterlag im Halbfinale gegen Savannah Marshall erneut nach Punkten (4:14).

## Internationale Erfolge
| Jahr | Platz | Wettbewerb                                          | Gewichtskl.  | Ergebnis |
| 2005 | 5.    | EM in Tønsberg/Norwegen                             | bis 66 kg KG | nach Punktsieg über Teres Szabo, Ungarn (29:7) und Punktniederlage gegen Oleksandra Koslan, Ukraine (11:32)                                                        |
| 2005 | 5.    | WM in Podolsk                                       | bis 66 kg KG | nach Abbruchsieg in der 1. Runde über Pauliina Virta, Finnland und Punktniederlage gegen Oleksandra Koslan (13:17)                                                 |
| 2006 | 2.    | Witch-Cup in Pécs/Ungarn                            | bis 66 kg KG | nach Punktsieg über Sisse Larsson, Schweden (19:16) und Punktniederlage gegen Aya Cissoko, Frankreich (8:16)                                                       |
| 2006 | 9.    | EM in Warschau                                      | bis 66 kg KG | nach einer Punktniederlage gegen Aya Cissoko (23:27) |
| 2006 | 5.    | WM in New Delhi                                     | bis 66 kg KG | nach Punktsieg über Irina Potejewa, Russland (25:22) u. Punktniederlage gegen Aya Cissoko (14:18)                                                                  |
| 2007 | 1.    | Witch-Cup in Pécs                                   | bis 66 kg KG | nach Abbruchsieg i.d. 2. Runde über Kirsi Ikonen, Finnland u. Punktsieg über Mary Spencer, Kanada (18:10)                                                          |
| 2007 | 3.    | EM in Vejle/Dänemark                                | bis 66 kg KG | nach Punktsiegen über Oleksandra Koslan, Ukraine (9:2) u. Ronja Holgersson, Schweden (16:5) u. einer Punktniederlage gegen Irina Potejewa (2:3)                    |
| 2008 | 2.    | Intern. Frauen-Turnier in Stupino/Russland          | bis 66 kg KG | nach Punktsiegen über Kavita, Indien (20:11) u. Oleksandra Koslan (11:4) u. einer Punktniederlage gegen Irina Potejewa (11:12)                                     |
| 2008 | 5.    | Ladies-Nikolajew-City-Cup                           | bis 66 kg KG | nach Punktniederlage gegen Oleksandra Koslan (2:3) |
| 2008 | 2.    | Witch-Cup in Pécs                                   | bis 66 kg KG | nach Punktsiegen über Ronja Holgersson (7:1) u. Amanda Coulson, England (16:10) u. einer Punktniederlage gegen Irina Potejewa (4:17)                               |
| 2008 | 9.    | WM in Ningbo/China                                  | bis 66 kg KG | nach Punktniederlage gegen Irina Potejewa (8:10) |
| 2010 | 1.    | Minoan-Cup in Heraklion/Griechenland                | Welter       | nach Punktsiegen über Jessica Lory, Deutschland (10:4), Justyna Sroczynska, Polen (9:7) u. Swetlana Kossowa, Russland (12:8)                                       |
| 2010 | 3.    | EU-Meisterschaft in Keszthely/Ungarn                | Welter       | nach Punktsiegen über Efteri Vahanidou, Griechenland (4:2) u. Gihade Lagmiri, Frankreich (4:1) u. einer Punktniederlage gegen Savannah Marshall, England (2:4)     |
| 2010 | 3.    | WM in Bridgeport/Barbados                           | Welter       | nach Punktsiegen über Nelly Oluoch, Kenia (5:0) u. Nurcan Goksel, Türkei (9:7) u. einer Punktniederlage gegen Savannah Marshall (4:14)                             |
| 2011 | 1.    | Boxeuropameisterschaft der Frauen 2011 in Rotterdam | Welter       | Punktsieg über Marija Badulina, Ukraine |
| 2012 | 2.    | 1. Nations Women’s Cup in Sombor/Serbien            | Mittel       | nach Punktsieg über Saoukaina Rabih, Marokko (6:2), Abbruchsieg in der 2. Runde über Jovana Vroatien und Punktniederlage gegen Nouchka Fontijn, Niederlande (5:10) |

## Niederländische Meisterschaften
Marichelle de Jong wurde in den Jahren 2005, 2006, 2007 u. 2008 niederländische Meisterin in der Gewichtsklasse bis 66 kg Körpergewicht und 2010 im Weltergewicht
Erläuterungen
- WM = Weltmeisterschaft, EM = Europameisterschaft
- EU = Europäische Union
- Weltergewicht, bis 69 kg, Mittelgewicht, bis 75 kg Körpergewicht
- bis zum Jahre 2008 hatten die Frauen eine eigene Gewichtsklasseneinteilung, ab 2009 ist diese an die Gewichtsklasseneinteilung der Männer angeglichen